# 592 г. пр.н.е.

## Събития

### В Азия

#### Във Вавилония
- Навуходоносор II (605 – 562 г. пр.н.е.) е цар на Вавилония.[1]

#### В Мидия
- Киаксар (625 – 585 г. пр.н.е.) е цар на Мидия.[2]

### В Африка

#### В Египет
- Фараон на Египет e Псамтик II (595 – 589 г. пр.н.е.).[3]

### В Европа
- В Гърция се провеждат 47-тe Олимпийски игри:
  - Победител в дисциплината бягане на разстояние един стадий става Еврикъл от Лакония.[4]